# Smír
Smír je v občanském soudním řízení dohoda mezi spornými stranami, kterou na jejich návrh schválí soud a která tím získá účinky pravomocného rozsudku. Schválena může být v předběžném smírčím řízení, pak se jedná o tzv. prétorský smír, nebo už v zahájeném soudním řízení jako tzv. soudní smír, který nahradí rozhodnutí soudu ve věci. Oba tyto druhy smíru jsou svou povahou stejné.
Soud ale smír schválí jen tehdy, pokud to připouští povaha věci, což znamená jen v případech spadajících pod civilní pravomoc soudů, navíc musí jít o taková práva a povinnosti, kterými účastníci mohou nakládat podle předpisů hmotného práva, nikoli tedy ve věcech osobního stavu (rozvod, popření otcovství, osvojení či povolení uzavřít manželství). Smír také nelze schválit ve věcech, kde lze zahájit řízení i bez návrhu, i kdyby zde účastníci dohodu uzavřít mohli (v takovém případě ji soud jako smír neschválí, ale pojme do rozsudku), a ve věcech, kde je nutný soudní výrok, který právo vytvoří.

## Smírčí řízení
Smírčí řízení je specifické předběžné řízení před soudem, jehož účelem je pouze uzavření smíru a kde na návrh jedné ze sporných stran soud provede pokus o smír. Součinnost nebo přítomnost účastníků ale nemůže žádným způsobem vynucovat. Průběh smírčího řízení má tři etapy:
1. návrh, aby soud provedl pokus o smír
2. uzavření smíru – souhlas obou stran s textem dohody
3. schválení smíru soudem

### Náležitosti návrhu
Náležitosti návrhu při použití analogie legis budou vycházet z obecných ustanovení občanského soudního řádu s hlavní odchylkou, kterou je, že není nutné navrhovat důkazy k prokázání žalobního tvrzení. Jde o návrh hmotněprávní dohody, kde musí být přesně vymezeny strany a specifikován předmět dohody, respektive vzájemné vypořádání stran. Návrh musí být učiněn svobodně, vážně, určitě a srozumitelně. Obsahem může být např. dohoda o splátkách, vzdání se práva, uznání dluhu, narovnání atd.

### Schválení smíru soudem
Smírčí řízení provádí samosoudce, popř. předseda senátu ve věcech, v nichž jedná a rozhoduje soudní senát. Jestliže bude věcně příslušným v prvním stupni krajský soud, může provést smírčí řízení a schválení smíru i kterýkoli okresní soud. Místně příslušný je kterýkoli okresní (krajský) soud. Dokazování se neprovádí, nezjišťuje se skutkový stav a soud pouze zkoumá, zda obsah smíru není v rozporu s právními předpisy, shledá-li takový rozpor, smír neschválí, v opačném případě jej usnesením schválí. Takové rozhodnutí má pak účinky pravomocného rozsudku a vytváří tedy také překážku věci rozhodnuté.

## Uzavření smíru v průběhu soudního řízení
Klasické soudní řízení lze skončit kromě autoritativního rozhodnutí soudu ve věci i uzavřením smíru mezi jeho účastníky a následným jeho schválením ze strany soudu. Soud by dokonce měl na účastníky vždy působit tak, aby k uzavření smíru došlo, přičemž je při svém pokusu o uzavření smíru má upozornit na stanoviska Nejvyššího soudu a publikovanou judikaturu, která se dané věci týká.
Obsah dohody účastníků řízení, její schválení soudem a charakter usnesení o schválení smíru je stejný jako u smírčího řízení.

## Opravné prostředky
Protože jde o dohodu mezi spornými stranami, není proti usnesení, kterým byl smír schválen, přípustné odvolání. Z toho vyplývá i nepřípustnost dovolání jako mimořádného opravného prostředku. Naopak nelze vyloučit využití žaloby na obnovu řízení, lze-li důvody obnovy vztahovat i na předpoklady, za nichž byl smír schvalován, nebo žaloby pro zmatečnost.

### Žaloba o neplatnost smíru
Jako zvláštní opravný prostředek zákon nicméně umožňuje použít žalobu o neplatnost smíru, kterou je nutné podat do tří let od právní moci usnesení o schválení smíru. Soud pak může dané usnesení rozsudkem zrušit, pokud by byl smír podle hmotného práva neplatný.